# Cryptococcus aerius
Cryptococcus aerius är en svampart som först beskrevs av Saito, och fick sitt nu gällande namn av Nann. 1927. Cryptococcus aerius ingår i släktet Cryptococcus och familjen Tremellaceae.   Inga underarter finns listade i Catalogue of Life.